# Фостер, Бен (актёр)
Бе́нджамин А. Фо́стер (англ. Benjamin A. Foster ; род. 29 октября 1980, Бостон, Массачусетс, США) — американский актёр. Он наиболее известен своими ролями в подростковом фильме «Высоты свободы», а также боевике «Люди Икс 3: Последняя битва».

## Биография
Детство Бена прошло в городе Фэрфилд, штат Коннектикут, в еврейской семье. Бабушка Бена по отцовской линии эмигрировала из России в 1923 году и поселилась в районе Бостона. С восьми лет он участвовал в школьных постановках. В 10 лет принял участие в школьной постановке, которая была представлена в одном из четырёх городских театров Фэрфилда. В 11 лет Бен сыграл главную роль в мюзикле «Ты хороший человек, Чарли Браун». На следующий год, в 12 лет, он дебютировал в качестве драматурга и режиссёра пьесы, которую сам написал, и которая заняла второе место на конкурсе юных талантов штата Коннектикут. Позже в городском театре по этой пьесе был поставлен спектакль, а сам Бен сыграл в нём главную роль. В 14 лет Фостер начал учиться на актёрских курсах для одарённых детей Interlochen Theater Arts Summer Program Interlochen в Мичигане, после их окончания, в 14 лет, бросив школу, он уехал в Лос Анджелес, где и начал свою актёрскую карьеру в кино.

## Карьера
В 1995 году Бен записал на аудиокассету несколько своих домашних реприз и отослал её в Лос-Анджелес специалисту по подбору актёров Сесилии Адамс. Прослушав запись, Адамс позвонила его родителям и сказала, что они должны немедленно отправить сына в Лос-Анджелес на кинопробы. На следующий день Фостер уже был в Лос-Анджелесе, и дебютом в его кинокарьере стала роль Трэвиса в фильме «Подделка» в 1996 году. Бен сыграл забавного непосредственного мальчугана, который так развеселил главного героя своими выходками, что тот пригласил Трэвиса присоединиться к нему и его гостям на вечеринке возле бассейна.
Следующим шагом стала роль Джеймса Такера в ставшем культовым среди подростков телевизионном сериале на канале Disney Channel «Вспомнить будущее». За исполнение роли Такера Бен Фостер получил две награды Gemini Award.
В 1998 году Фостеру предложили роль подростка-убийцы в фильме канала NBC «Я ждала тебя». Затем была заметная роль в полу-автобиографической ленте режиссёра Барри Левинсона «Высоты свободы» о жизни американского городка Балтимор в 1950-е годы, где Фостер сыграл вместе с Эдрианом Броуди. Молодой актёр ловко изображал мятежного подростка по имени Бен, который на Хеллоуин одевался в костюм Гитлера, и вопреки существовавшей в 1950-е годы морали был влюблён в чернокожую одноклассницу (Ребекка Джонсон). Прототипом персонажа Бена Фостера послужил двоюродный брат Барри Левинсона Эдди. После «Высот свободы», Фостер появился в двух эпизодах сериала канала NBC «Хулиганы и ботаны», где сыграл умственно отсталого студента по имени Илай. Позже сериал закрыли.
Фостер вернулся на большой экран в 2001 году, когда сыграл вместе с Кирстен Данст и Sisqo в молодёжной комедии «Вирус любви». Герой Фостера — Берк Лендерс, звезда школьной баскетбольной команды, от которого уходит девушка, и которую на протяжении всего фильма он старается вернуть, но в конце концов понимает, что счастье всё это время находилось рядом в лице младшей сестры его лучшего друга (Данст).
В 2001 году Фостер должен был сыграть роль Джейми Смита в фильме «Чёрный ястреб», но из-за серьёзной травмы, которую он получил при подготовке к фильму, его заменили Чарли Хофхаймером. Вместо Джейми Смита Бен сыграл главную роль в фильме Большие неприятности. Затем были «Нортфорк» — необычная волшебная сказка братьев Майкла и Марка Полиш, в 2004 году «Каратель» с Джоном Траволтой, снятый по комиксам Джона Ромита и Росса Эндрю. В 2003 году был «Пиф-паф, ты мёртв» о проблемах насилия в американских школах. За исполнение роли Тревора Эдамса Фостер получил дневную премию «Эмми».
Прорывом Бена Фостера в кинокарьере можно считать фильм 2005 года «Заложник», где Бен очень убедительно сыграл молодого психопата Марса Крапчека с порочным, по выражению одного из критиков, блеском в глазах и одновременно мрачной чувственностью во взгляде.
Сам фильм не вызвал особого восторга у зрителей, но игру Фостера критики назвали основной причиной к просмотру «Заложника», о Бене заговорили как об очень талантливом, подающем большие надежды молодом актёре. Во время съёмок сцены с огнём в фильме «Заложник» Бена чуть не убили настоящим коктейлем Молотова из-за утечки газа из бутылки.

## Личная жизнь
Фостер встречался с актрисой Антье Трауэ, коллегой по фильму «Пандорум». Они расстались в 2010 году. В начале 2012 года Фостер начал встречаться с актрисой Робин Райт. В начале 2014 года они объявили о помолвке, но отменили её в ноябре того же года. Они возобновили отношения в начале 2015 года, однако в августе того же года объявили об отмене второй помолвки и окончательном расставании.
В октябре 2016 года Фостер объявил о помолвке с актрисой Лорой Препон. В январе 2017 года стало известно, что пара ожидает рождения своего первенца, а в августе того же года у них родилась дочь Элла. Фостер и Препон поженились в июне 2018 года. В феврале 2020 года у пары родился сын.

## Фильмография
| Год       |    | Русское название          | Оригинальное название                   | Роль                          |
| --------- | -- | ------------------------- | --------------------------------------- | ----------------------------- |
| 1995—1997 | с  | Мгновения грядущего       | Flash Forward                           | Такер «Так» Джеймс            |
| 1995      | ф  | Подделка                  | Kounterfeit                             | Трэвис                        |
| 1998      | тф | Я ждала тебя              | I've Been Waiting for You               | Чарли                         |
| 1998      | с  | Твоё желание              | You Wish                                | Эрл                           |
| 1998      | тф | Завтрак с Эйнштейном      | Breakfast with Einstein                 | Райан                         |
| 1998      | тф | 1973                      | 1973                                    | Питер                         |
| 1999—2000 | с  | Хулиганы и ботаны         | Freaks and Geeks                        | Илай                          |
| 1999      | ф  | Высоты свободы            | Liberty Heights                         | Бен Курцман                   |
| 2000      | с  | Семейный закон            | Family Law                              | Джейсон Нельсон               |
| 2001      | с  | Бостонская школа          | Boston Public                           | Макс Уорнер                   |
| 2001      | ф  | Вирус любви               | Get Over It                             | Берк Ландерс                  |
| 2002      | тф | Проект Ларами             | The Laramie Project                     | Аарон Крейфилс                |
| 2002      | ф  | Большие неприятности      | Big Trouble                             | Мэтт Арнольд                  |
| 2002      | тф | Пиф-паф, ты — мёртв       | Bang, Bang, You’re Dead                 | Тревор Адамс                  |
| 2002      | ф  | Телефонная будка          | Phone Booth                             | Большой Q                     |
| 2003      | ф  | Нортфорк                  | Northork                                | Код                           |
| 2003—2005 | с  | Клиент всегда мёртв       | Six Feet Under                          | Рассел Корвин                 |
| 2003      | ф  | 11:14                     | 11:14                                   | Эдди                          |
| 2004      | ф  | Каратель                  | The Punisher                            | Дэйв                          |
| 2004      | ф  | Цыпочки                   | The Heart Is Deceitful Above All Things | толстый парень                |
| 2005      | ф  | Заложник                  | Hostage                                 | Маршалл «Марс» Крапчек        |
| 2005      | с  | Мёртвая зона              | The Dead Zone                           | Даррен Фолдис                 |
| 2006      | ф  | Альфа Дог                 | Alpha Dog                               | Джейк Мазурски                |
| 2006      | ф  | Люди Икс: Последняя битва | X-Men: The Last Stand                   | Уоррен Уортингтон III / Ангел |
| 2007      | ф  | Поезд на Юму              | 3:10 to Yuma                            | Чарли Принц                   |
| 2007      | с  | Меня зовут Эрл            | My Name Is Earl                         | Гленн                         |
| 2007      | ф  | 30 дней ночи              | 30 Days of Night                        | Незнакомец                    |
| 2008      | ф  | Птицы Америки             | Birds of America                        | Джей Тэнегер                  |
| 2009      | ф  | Посланник                 | The Messenger                           | штаб-сержант Уилл Монтгомери  |
| 2009      | ф  | Пандорум                  | Pandorum                                | Бауэр                         |
| 2011      | ф  | Механик                   | The Mechanic                            | Стив Маккена                  |
| 2011      | ф  | Мгновение любви           | Here                                    | Уилл Шепард                   |
| 2011      | ф  | Калейдоскоп любви         | 360                                     | Тайлер                        |
| 2011      | ф  | Бастион                   | Rampart                                 | генерал Терри                 |
| 2012      | ф  | Контрабанда               | Contraband                              | Себастьян Абни                |
| 2012      | мс | Робоцып                   | Robot Chicken                           | Оврилл Реденбахер             |
| 2013      | ф  | Север юга, запад востока  | North of South, West of East            | Касс                          |
| 2013      | ф  | Убей своих любимых        | Kill Your Darlings                      | Уильям Берроуз                |
| 2013      | ф  | В бегах                   | Ain't Them Bodies Saints                | Патрик Уилер                  |
| 2013      | ф  | Уцелевший                 | Lone Survivor                           | Мэттью «Акс» Аксельсон        |
| 2015      | ф  | И грянул шторм            | The Finest Hours                        | Ричард Ливси                  |
| 2015      | ф  | Допинг                    | The Program                             | Лэнс Армстронг                |
| 2016      | ф  | Варкрафт                  | Warcraft                                | Медив                         |
| 2016      | ф  | Любой ценой               | Hell or High Water                      | Таннер                        |
| 2016      | ф  | Инферно                   | Inferno                                 | Бертран Зобрист               |
| 2017      | ф  | Недруги                   | Hostiles                                | сержант Чарльз Уиллс          |
| 2018      | ф  | Не оставляй следов        | Leave No Trace                          | Уилл                          |
| 2018      | ф  | Галвестон                 | Galveston                               | Рой Кэди                      |
| 2021      | ф  | Средневековье             | Medieval                                | Ян Жижка                      |
| 2021      | ф  | Гарри Хафт: Последний бой | The Survivor                            | Гарри Хафт                    |
| 2022      | ф  | Прорваться в НБА          | Hustle                                  | Винс Меррик                   |
| 2022      | ф  | Освобождение              | Emancipation                            | Джеймс Фассел                 |
| 2023      | ф  | Крупный улов              | Finestkind                              | Том                           |
|           | ф  | Моторный город            | Motor City                              | Рейнольдс                     |

## Награды и номинации
| Премия                         | Год  | Фильм                 | Категория                                       | Результат |
| ------------------------------ | ---- | --------------------- | ----------------------------------------------- | --------- |
| «Выбор критиков»               | 2016 | «Любой ценой»         | Лучшая мужская роль второго плана               | Номинация |
| «Выбор критиков»               | 2016 | «Любой ценой»         | Лучший актёрский состав                         | Номинация |
| «Сатурн»                       | 2008 | «Поезд на Юму»        | Лучшая мужская роль второго плана               | Номинация |
| «Независимый дух»              | 2017 | «Любой ценой»         | Лучшая мужская роль второго плана               | Победа    |
| «Спутник»                      | 2007 | «Поезд на Юму»        | Лучшая мужская роль второго плана — драма       | Номинация |
| «Спутник»                      | 2019 | «Не оставляй следов»  | Лучшая мужская роль — драма                     | Номинация |
| Премия Гильдии киноактёров США | 2004 | «Клиент всегда мёртв» | Лучший актёрский состав в драматическом сериале | Победа    |
| Премия Гильдии киноактёров США | 2005 | «Клиент всегда мёртв» | Лучший актёрский состав в драматическом сериале | Номинация |
| Премия Гильдии киноактёров США | 2008 | «Поезд на Юму»        | Лучший актёрский состав                         | Номинация |